# Milésion
Milésion (Milesi) är en ort i Grekland.   Den ligger i prefekturen Nomarchía Anatolikís Attikís och regionen Attika, i den sydöstra delen av landet, 30 km norr om huvudstaden Aten. Milésion ligger 210 meter över havet och antalet invånare är 425.
Terrängen runt Milésion är kuperad åt sydost, men åt nordväst är den platt. Terrängen runt Milésion sluttar norrut. Runt Milésion är det ganska tätbefolkat, med 93 invånare per kvadratkilometer. Närmaste större samhälle är Ágios Stéfanos, 15,9 km söder om Milésion. 